# 吉米·查普尔
吉米·查普尔（英語：Jimmy Chappell，1915年3月3日—1973年4月3日），英国男子冰球运动员。他曾代表英国国家队参加1936年和1948年冬季奥林匹克运动会冰球比赛，其中1936年冬季奥运会获得一枚金牌。